# Ґіл Скотт-Герон
Ґілберт Скотт-Герон (англ. Gilbert Scott-Heron; 1 квітня 1949 — 29 травня 2011) — американський джазовий поет, співак, музикант і письменник, відомий своєю роботою як виконавець художнього читання у 1970-х і 1980-х роках. Його спільні роботи з музикантом Браяном Джексоном поєднували джаз, блюз і соул з текстами на соціальні та політичні теми того часу, які він виконував як у стилі репу, так і в мелізматичному співі. Він називав себе «блюзологістом», власний термін, що означає «науковець, який займається походженням блюзу». Його вірш «Революцію не покажуть по телебаченню» (англ. «The Revolution Will Not Be Televised»), виконаний у стилі джаз-соул, вважається значним впливом на музику хіп-хопу.

## Біографія

### Дитинство і юність
Ґіл Скотт-Герон народився у Чикаґо в родині оперної співачки та ямайського футболіста. Його батьки розійшлися в ранньому дитинстві й відправили Ґіла до бабусі по материнській лінії на виховання. У 12-річному віці бабуся померла й Ґіл повернувся жити до матері, в Нью-Йорк.
В цей час, у школі вчителі помітили його талант до письма, через що йому виділили стипедію для навчання в більш престижній школі. Однак, будучи одним із п'ятьох тамтешніх темношкірих студентів, Ґіл відчував самотність та величезну соціо-економічну прірву зі своїми однокласниками, які приїздили до школи на лімузинах, в той час як він мусив добиратися до школи пішки.
Після закінчення школи, Ґіл вирішує вступити в пенсильванський університет Лінкольна, оскільки там навчався культовий для нього Ленгстон Г'юз — винахідник джазової поезії та помітна фігура Гарлемського Ренесансу. Саме в цьому виші він познайомився з Браяном Джексоном — музикантом, із яким він співпрацюватиме наступні 10 років своєї кар'єри. Також протягом навчання в університеті Ґіл пише свої перші романи.

## Дискографія
Студійні альбоми
- Pieces of a Man, 1971
- Free Will, 1972
- Winter in America (з Браяном Джексоном), 1974
- The First Minute of a New Day (з Джексоном та Midnight Band), 1975
- From South Africa to South Carolina (з Джексоном), 1975
- It's Your World (з Джексоном), 1976
- Bridges (з Джексоном), 1977
- Secrets (з Джексоном), 1978
- The Mind of Gil Scott-Heron, 1978
- 1980 (з Джексоном), 1980
- Real Eyes, 1980
- Reflections, 1981
- Moving Target, 1982
- Spirits, 1994
- I'm New Here, 2010
- We're New Here (з Jamie xx, 2011
- Nothing New, 2014
- We're New Again — A Reimagining by Makaya McCraven, 2020